# 지쿠젠마에바루역
지쿠젠마에바루역(일본어: 筑前前原駅)은 일본 후쿠오카현 이토시마시에 위치한 철도역이다.

## 타는 곳
| 1·2 | ■ 지쿠히 선 | 메이노하마 방면 ■ 후쿠오카 지하철 공항선 덴진·하카타·후쿠오카 공항 방면 |
| 3·4 | ■ 지쿠히 선 | 지쿠젠후카에·가라쓰·니시카라쓰 방면                                     |

## 역세권 정보
- 국도 제202호선

## 역사
- 1924년 4월 1일: 마에바루역(前原駅)으로 영업을 개시함.
- 1937년 10월 1일: 국유화되어 지쿠젠마에바루역으로 역 명칭을 변경함.
- 1999년 12월: 역사를 개축함.

## 인접역
| 규슈 여객철도 ■ 지쿠히 선            | 규슈 여객철도 ■ 지쿠히 선 | 규슈 여객철도 ■ 지쿠히 선 |
| ------------------------------------ | ------------------------- | ------------------------- |
| 메이노하마 메이노하마 방면           | 쾌속(휴일)                | 지쿠젠후카에 가라쓰 방면  |
| 하타에 메이노하마 방면               | 쾌속(평일)                | 지쿠젠후카에 가라쓰 방면  |
| 이토시마코우코우마에 메이노하마 방면 | 보통                      | 미사키가오카 가라쓰 방면  |